# Isabella Stewart Gardner
Isabella Stewart Gardner (Nueva York, 14 de abril de 1840-Boston, Massachusetts; 17 de julio de 1924) fue una destacada coleccionista de arte, filántropa y mecenas estadounidense. Fundó el Museo Isabella Stewart Gardner en Boston.
Gardner poseía una enérgica curiosidad intelectual y amor por los viajes. Era amiga de notables artistas y escritores de la época, incluidos John Singer Sargent, James McNeill Whistler, Dennis Miller Bunker, Anders Zorn, Henry James, Okakura Kakuzo y Francis Marion Crawford.
Gardner daba mucho de que hablar a las columnas de chismes con su fama de gustos elegantes y comportamientos poco convencionales. Las páginas de sociedad de Boston la llamaron por muchos nombres, incluidos "Belle", "Donna Isabella", "Isabella de Boston" y "Mrs. Jack". Su sorprendente aparición en un concierto de 1912 (en lo que entonces era una muy formal Orquesta Sinfónica de Boston) con una diadema blanca estampada con "Oh, you Red Sox" (un equipo de béisbol profesional) "casi causó pánico", y permanece todavía en Boston como una de sus excentricidades más comentadas.

## Biografía

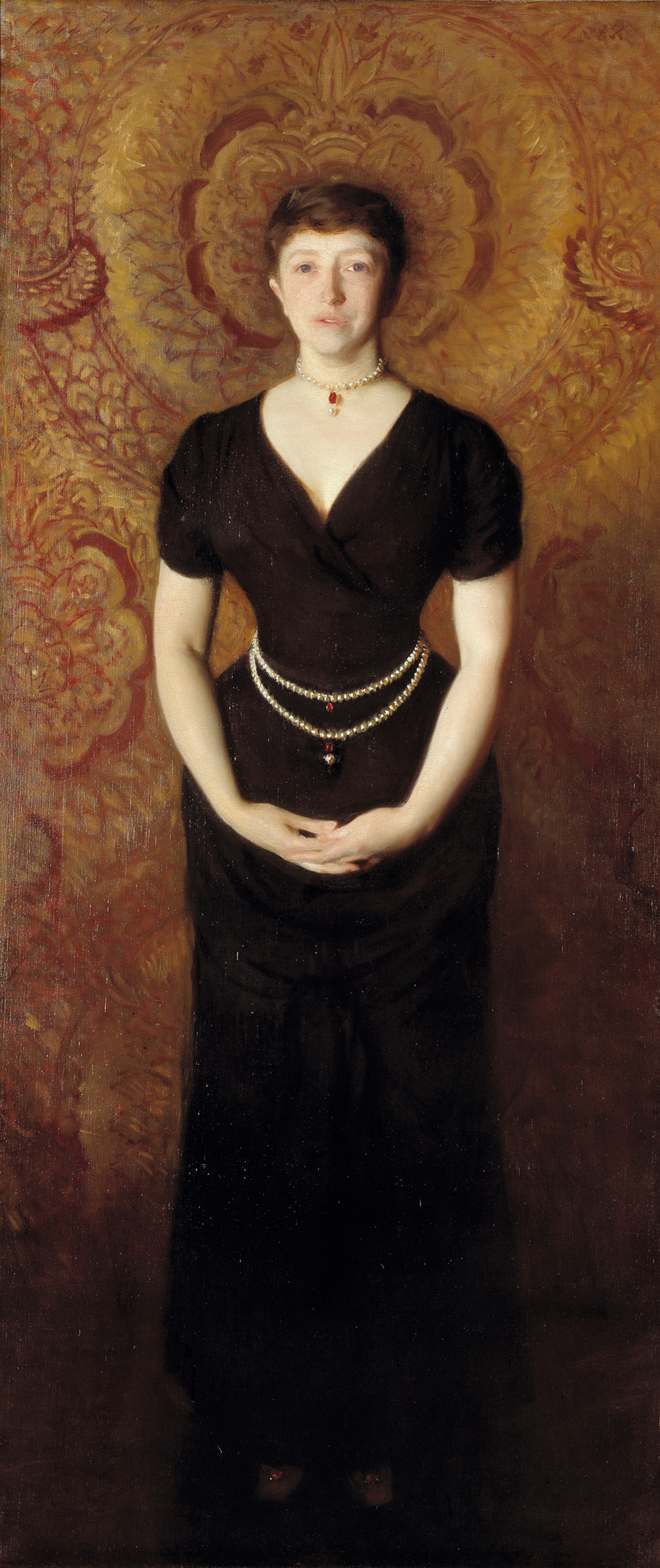
Isabella Stewart Gardner, 1888, retratada por John Singer Sargent.

Isabella Stewart nació en la ciudad de Nueva York el 14 de abril de 1840, hija del rico comerciante del lino David Stewart y su esposa Adelia Stewart (de soltera, Smith). Creció en Manhattan. De los cinco a los quince años asistió a una academia cercana para niñas donde estudió arte, música y danza, además de francés e italiano. La asistencia a Grace Church la introdujo en el arte religioso, la música y los rituales. A los 16 años, ella y su familia se mudaron a París, donde fue inscrita en una escuela para niñas estadounidenses; entre sus compañeras había miembros de la adinerada familia Gardner de Boston. En 1857 la llevaron a Italia y en Milán vio la colección de arte renacentista de Gian Giacomo en el Museo Poldi Pezzoli dispuesta en salas diseñadas para recordar épocas históricas. Ella dijo en ese momento que si alguna vez heredara algo de dinero, tendría una casa similar para que la gente la visitara y la disfrutara. Regresó a Nueva York en 1858.
Poco después de regresar, su excompañera de clase Julia Gardner la invitó a Boston, donde conoció al hermano de Julia, John Lowell "Jack" Gardner. Tres años mayor que ella, era hijo de John L. y Catharine E. (Peabody) Gardner, y uno de los solteros más elegibles de Boston. Isabella y John se casaron en Grace Church el 10 de abril de 1860 y luego vivieron en una casa que les dio el padre de Isabella, en 152 Beacon Street en Boston. Residieron allí por el resto de la vida de Jack.
Jack e Isabella tuvieron un hijo, nacido el 18 de junio de 1863, el cual murió de neumonía el 15 de marzo de 1865. Un año después, Isabella sufrió un aborto espontáneo y le dijeron que no podía tener más hijos. Su amiga cercana y su cuñada murieron casi al mismo tiempo. Gardner se deprimió mucho y se retiró de la sociedad. Siguiendo el consejo de los médicos, ella y Jack viajaron a Europa en 1867. Isabella estaba tan enferma que tuvieron que subirla a bordo del barco en una camilla. La pareja pasó casi un año viajando, visitando Escandinavia y Rusia, pero pasando la mayor parte del tiempo en París. El viaje tuvo el efecto deseado en la salud de Isabella y se convirtió en un punto de inflexión en su vida. En este viaje comenzó su hábito de por vida de guardar álbumes de recortes de sus viajes. A su regreso, comenzó a establecer su reputación de socialité alegre y de moda.
En 1875 murió el hermano de Jack, Joseph P. Gardner, dejando tres hijos pequeños. Jack e Isabella "adoptaron" y criaron a los niños. Augustus P. Gardner tenía diez años en ese momento. El biógrafo de Isabella, Morris Carter, escribió que "en su deber para con estos chicos, fue fiel y concienzuda".

## Viajes y coleccionismo

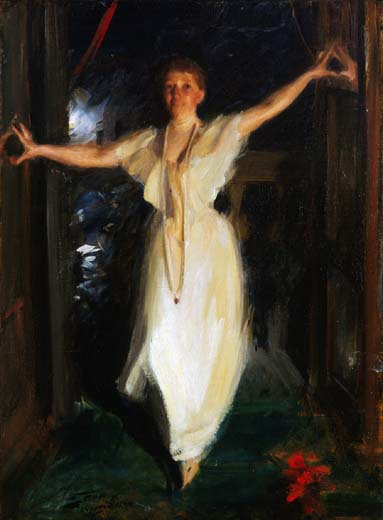
Isabella Stewart Gardner en Venecia (1894), de Anders Zorn (Museo Gardner).

En 1874, Isabella y Jack Gardner visitaron el Medio Oriente, Europa Central y París. A partir de finales de la década de 1880, viajaron con frecuencia por Estados Unidos, Europa y Asia para descubrir culturas extranjeras y ampliar su conocimiento del arte en todo el mundo. Jack e Isabella harían más de una docena de viajes al extranjero a lo largo de los años, manteniéndolos fuera del país durante un total de diez años.
Las primeras obras de la colección de los Gardner se acumularon especialmente durante sus viajes a Europa. En 1891, comenzó a centrarse en las bellas artes europeas después de heredar 1,75 millones de dólares de su padre. Una de sus primeras adquisiciones fue El concierto de Vermeer (c. 1664), comprado en una casa de subastas de París en 1892. También recolectó de otros lugares en el extranjero como Egipto, Turquía y Extremo Oriente. Los Gardner comenzaron a recolectar seriamente a fines de la década de 1890, construyendo rápidamente una colección de orden mundial principalmente de pinturas y esculturas, pero también tapices, fotografías, plata, cerámica, manuscritos, y elementos arquitectónicos como puertas, vidrieras y repisas de chimenea.
En los primeros años del siglo XX, Isabella viajó con su amigo, el arquitecto Edmund March Wheelwright para recolectar obras para el edificio Harvard Lampoon, también llamado "Castillo Lampoon", un falso castillo flamenco en Harvard Square. Isabella donó muchas obras de arte al castillo durante sus años de coleccionismo. El valor de esta colección es incierto, debido a la naturaleza secreta del Lampoon.
Cerca de setenta obras de arte de su colección fueron adquiridas con la ayuda del marchante Bernard Berenson. Entre los coleccionistas con los que compitió se encontraba Edward Perry Warren, quien suministró varias obras al Museo de Bellas Artes de Boston. La colección Gardner incluye obras de algunos de los antiguos maestros más importantes de Europa, como Virgen con el Niño y ángel de Botticelli, El rapto de Europa de Tiziano, La Dormición y la asunción de la Virgen de Fra Angelico y el Rey Felipe IV de España de Diego Velázquez. Compró parte de su colección por su cuenta, pero a menudo pedía que sus colegas masculinos, como su socio comercial, compraran en su nombre, ya que era poco común que las mujeres participaran en el coleccionismo de arte.
El destino extranjero favorito de Isabella Stewart Gardner era Venecia. Los Gardner se alojaban regularmente en el Palazzo Barbarigo, un importante centro artístico para un círculo de expatriados estadounidenses e ingleses en Venecia, y visitaban los tesoros artísticos de Venecia con el artista aficionado y ex bostoniano Ralph Curtis. Mientras estaba en Venecia, Gardner compraba arte y antigüedades, asistía a la ópera y cenaba con artistas y escritores expatriados.

## Creación del museo
En 1896, Isabella y Jack Gardner reconocieron que su casa en Beacon Street en Back Bay de Boston, aunque ampliada una vez, no era suficiente para albergar su creciente colección de arte, incluidas las obras de Botticelli, Vermeer y Rembrandt. Después de la repentina muerte de Jack en 1898, Isabella realizó su sueño compartido de construir un museo para sus tesoros. Compró un terreno para el museo en la zona pantanosa de Fenway de Boston y contrató al arquitecto Willard T. Sears para construir un museo inspirado en los palacios renacentistas venecianos. Sin embargo, Gardner estuvo profundamente involucrada en todos los aspectos del diseño, lo que llevó a Sears a decir en broma que él era simplemente el ingeniero estructural que hacía posible el diseño de Gardner. El edificio rodea completamente un patio con jardín cubierto de vidrio, el primero de su tipo en Estados Unidos. Gardner pretendía que el segundo y tercer piso fueran galerías. Una gran sala de música originalmente se extendía por el primer y segundo piso en un lado del edificio, pero Gardner luego dividió la habitación para hacer espacio para exhibir una gran pintura de John Singer Sargent llamada El jaleo en el primer piso y tapices antiguos en el segundo piso.
Una vez que el edificio estuvo listo, Gardner pasó un año instalando cuidadosamente su colección de acuerdo con su estética personal. Las eclécticas instalaciones de la galería, pinturas, esculturas, textiles y muebles de diferentes épocas y culturas se combinan para crear una narrativa rica, compleja y única. En la Sala de Tiziano, la obra maestra de Tiziano El rapto de Europa (1561-1562) cuelga sobre un trozo de seda verde pálido, que se había cortado de uno de los vestidos de Isabella Stewart Gardner diseñados por Charles Frederick Worth. Por toda la colección abundan historias similares, representaciones íntimas y descubrimientos.
El museo abrió de forma privada el 1 de enero de 1903, con una gran celebración de inauguración con la interpretación de miembros de la Orquesta Sinfónica de Boston y un menú que incluía champán y rosquillas. Se abrió al público meses después con una variedad de pinturas, dibujos, muebles y otros objetos que datan desde el antiguo Egipto hasta Matisse. El museo está arreglado con una variedad de textiles, muebles y pinturas del piso al techo.

## Enfermedad y muerte

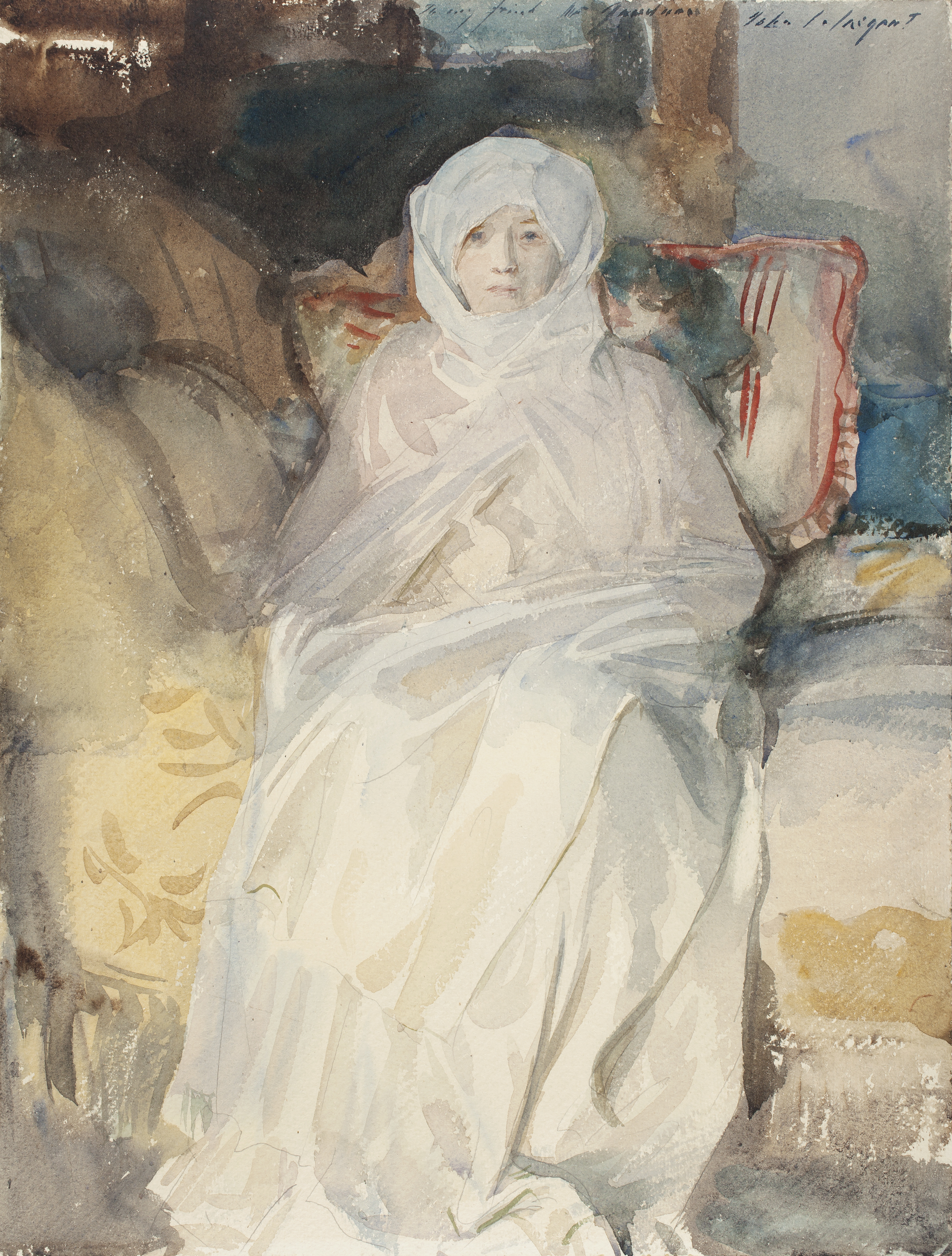
Mrs. Gardner de blanco (1922), de Sargent.

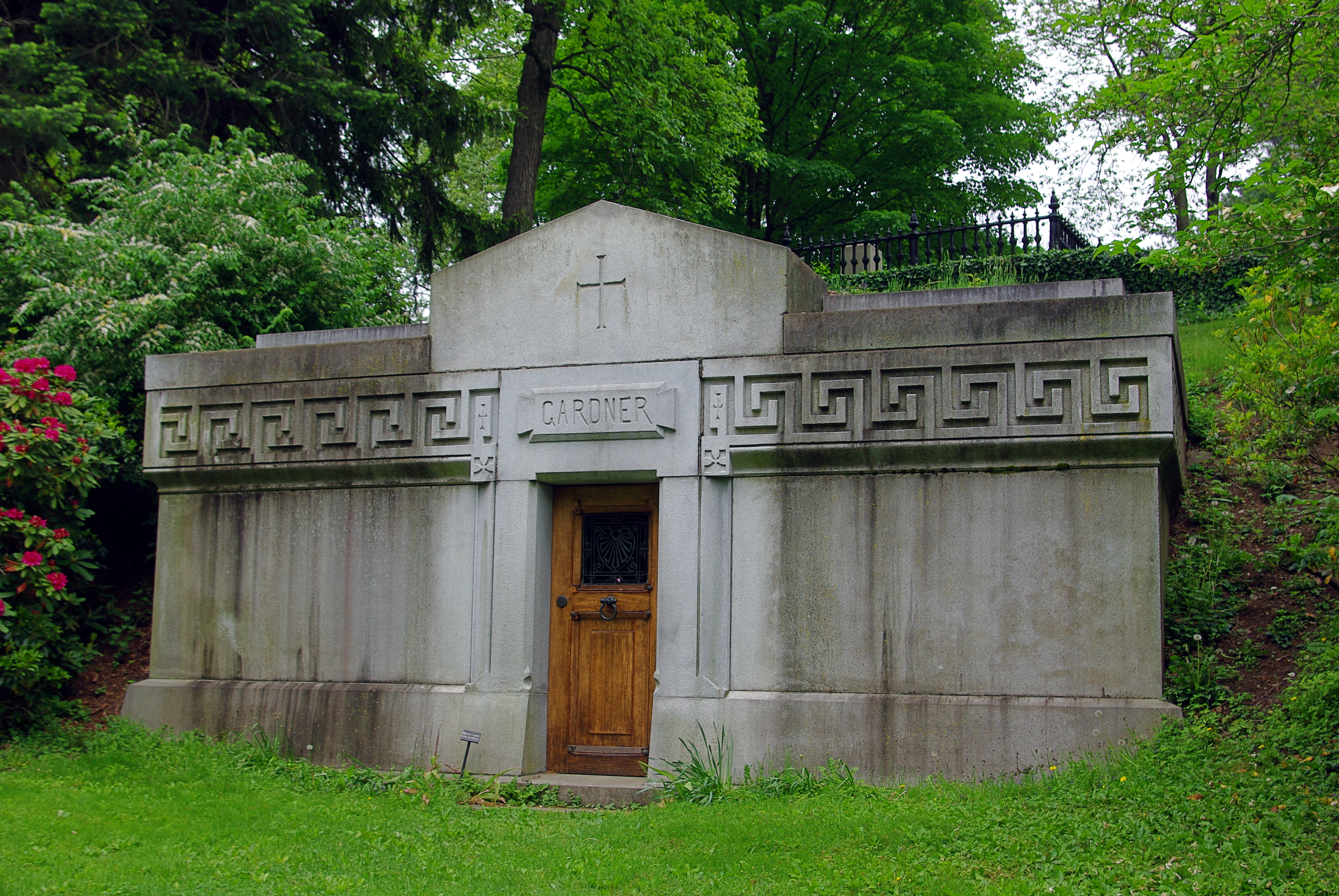
Tumba de la familia Gardner, cementerio Mount Auburn.

En 1919, Isabella Stewart Gardner sufrió el primero de una serie de accidentes cerebrovasculares y murió cinco años después, el 17 de julio de 1924, a la edad de 84 años. Está enterrada en la tumba de la familia Gardner en el cementerio Mount Auburn en Cambridge, entre su esposo y su hijo.

## Legado
Después de la muerte de Gardner, el cuarto piso del Museo sirvió de residencia para su director  durante sesenta años. Mientras estuvo viva, la propia Gardner lo usó como residencia. Cuando Anne Hawley se convirtió en directora, decidió no vivir allí y se reconvirtió para su uso como oficinas. Seis meses después de que Hawley asumiera el cargo, el museo fue asaltado. 
El testamento de Isabella Stewart Gardner creó una dotación de un millón de dólares y describió las estipulaciones para el apoyo del museo, incluyendo que la colección permanente no se alterara significativamente. De acuerdo con su naturaleza filantrópica, también dejó legados considerables a la Sociedad de Massachusetts para la Prevención de la Crueldad hacia los Niños, la Escuela Industrial para Niños Tullidos y Deformados, la Liga de Rescate de Animales de Boston y la Sociedad de Massachusetts para la Prevención de la Crueldad hacia los Animales. Como devota anglo-católica, solicitó en su testamento que los Padres Cowley celebraran una misa conmemorativa de réquiem anual por el reposo de su alma en la capilla del museo. Este deber se realiza cada año en su cumpleaños y se alterna entre la Sociedad de San Juan Evangelista y la Iglesia Adventista.
Isabella Stewart Gardner fue mecenas de numerosos artistas, escritores y músicos. Viajera consumada y astuta coleccionista, fue una figura destacada en la vida social y cultural estadounidense. En Boston la llamaron la "Reina de Back Bay". El lugar de su antigua casa (demolida en 1904) es una de las etapas en el Boston Women's Heritage Trail.